# Sergei Pawlowitsch Sinizin
Sergei Pawlowitsch Sinizin (russisch Сергей Павлович Синицын; * 30. April 1952) ist ein ehemaliger sowjetischer Radrennfahrer.

## Sportliche Laufbahn
Sinizin war im Straßenradsport aktiv. Er startete in der ehemaligen Sowjetunion in der Nationalmannschaft. Bei den Straßenradsport-Weltmeisterschaften 1973 wurde er mit dem sowjetischen Vierer mit Gennadi Komnatow, Boris Schuchow und Juri Michailow Vize-Weltmeister im Mannschaftszeitfahren. 1973 siegte er im Dynamo-Preis in Berlin.
Im Grand Prix de l’Humanité 1974 wurde er hinter Waleri Tschaplygin Zweiter und gewann den Prolog und eine Etappe.